# Karolina Gočeva
Karolina Gočeva (em macedónio:Каролина Гочева; Bitola, Macedónia, 28 de abril de 1980) é uma cantora macedónia.

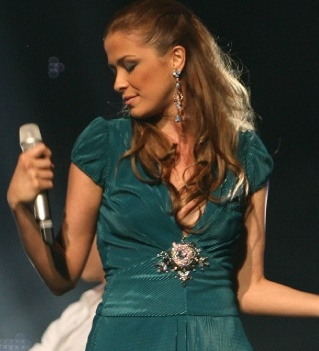
Karolina Gočeva atuando no Festival Eurovisão da Canção 2007.

Gočeva representou o seu país no Festival Eurovisão da Canção 2002, onde terminou em 19.º lugar e mais tarde em 2007, em Helsínquia com a canção  "Mojot Svet". Na semifinal, Karolina qualificou-se juntamente com outros 9 participantes para a final. sendo desta forma a primeira artista a representar duas vezes a Macedónia no Festival Eurovisão da Canção. 

## Biografia
Karolina Gočeva obteve a sua primeira grande oportunidade com 10 anos quando interpretou no festival infantil  "Si-Do" em Bitola e no festival anual "Makfest" de 1991 em Štip com a canção "Mamo, pušti me" ("Mamã deixa-me ir"). A sua carreira apenas estava começando, de modo que usou os festivais nacionais para promover a sua voz e talento. Começou a ser uma participantes regular no  SkopjeFest, fazendo a sua estreia em  1994 com  interpretação da canção  "Koj da ti kaže" ("Quem para te Dizer"). Nos anos seguintes, ela participou com sucesso, em especial no SkopjeFes, onde uma canção é escolhida para ser interpretada no Festival Eurovisão da Canção. Em 1996, Karolina participou com "Ma ajde kaži mi" ("Vamos, diz-me") e alcançou o 9.º lugar. Em 1998, participou com a canção "Ukradeni nokji" ("Noites roubadas") e obteve um 4.º lugar com 10.454 televotos. Em 2000, Karolina fez um contrato com a editora/gravadora discográfica Avalon Productions que produziu o seu primeiro álbum   "Jas imam pesna" ("Eu Tenho uma Canção"). Karolina gravou vários singles para o seu primeiro álbum, incluindo "Sakaj Me" ("Ama-me"), "Bez ogled na se" ("Não importa que") e "Nemir" ("Inquieto/a"), canção em duo com Toše Proeski. Com o seu primeiro álbum à venda, Karolina participou novamente no  SkopjeFest. Karolina esteve a ponto a ganhar mas conseguiu  o 2.º lugar com a canção "Za Nas" ("Para Nós") escrita por Darko Dimitrov, que obteve 916 pontos.
Depois de participar em  vários concertos e festivais, Karolina lançou o seu segundo álbum  "Zošto Sonot Ima Kraj" ("Porque o sonho tem um fim") em 2002. Karolina adquiriu maior popularidade na ex-Jugoslávia, quando interpretou no festival "Sunčane Skale", a canção  "Kaži Mi" ("Diz-me"). Karolina gravou os singles "Ti možes" ("Tu podes") e "Kje bide se vo red" ("Tudo vai estar bem") do seu segundo álbum. 
Em 2002, ganhou o SkopjeFest com a canção "Od Nas Zavisi" ( Depende de nós"). Deste modo, ela representaria a Macedónia no Festival Eurovisão da Canção 2002, onde terminaria em 19.º lugar, entre 24 participantes. Em março de 2003 foi posto à venda o seu terceiro álbum "Znaeš Kolku Vredam". Karolina lançou vídeos musicais para as canções "Hipokrit" ("Hipócrita"), "Ljubov pod Oblacite" ("Amor debaixo das nuvens") e "Srescemo se opet" ("Nos encontraremos de novo"). Depois de 2003 a sua carreira ampliou-se para incluir a  Sérvia, Montenegro, Bósnia e Herzegovina, Croácia e Eslovénia, onde os seus discos são postos à venda. Karolina gravou todas as canções do seu terceiro álbum em   sérvio para atrair um mercado mais amplo. O seu primeiro disco nessa língua foi  "Kad zvezde nam se sklope...kao nekada" (Quando as estrelas se alinham... como antes").
Em 2005, Karolina voltou a participar no festival de Sunčane Skale de Herceg Novi. A sua canção "Ruža Ružica" ("Rosa Vermelha") foi um grande sucesso e terminou em quarto lugar. Karolina venceu a final macedónia em 2007 representaria novamente o país no Festival Eurovisão da Canção 2007 com a canção  "Mojot Svet", terminando  em 14.º lugar na final.

## Discografia

### Álbuns
- Mamo, pušti Me - 1992
- Jas Imam Pesna - 2000
- Zošto Sonot Ima Kraj - 2002
- Znaeš Kolku Vredam - 2003
- Kad Zvezde Nam Se Sklope...Kao Nekada - 2003
- Vo Zaborav - 2005
- U Zaboravu - 2006
- Mojot Svet/My World - 2007
- Makedonsko devojče - 2008

### Singles
- Mamo, pušti me - 1991
- Koj da ti kaže - 1994
- Isčekuvanje - 1995
- Ma, ajde kaži mi - 1996
- Tonovi tajni - 1997
- Ukradeni Nokj - 1998
- Čuden Dožd - 1998
- Edna Nok - 1998
- Kako Da Te Otkacam - 1998
- Daj Mi Se - 1998
- Sakaj Me - 1999
- Bez ogled na se - 1999
- Nemir/Pomoži Mi (dueto com  Toše Proeski) - 2000
- Za nas - 2000
- Milenium so tebe - 2000
- Ti Možes - 2001
- Jamajka - 2002
- Kje bide se vo red - 2002
- Od Nas Zavisi - 2002
- Štom Sakaš/Kad Volis - 2002
- Hipokrit/Zacaren Krug - 2003
- Ljubov pod oblacite/Ljubov ispod oblaka - 2003
- Srescemo se opet - 2003
- Znaeš Kolku Vredam/Znas Koliko Vredim - 2004
- Se Lažam Sebe/Lažem Sebe - 2005
- Ruža Ružica - 2005
- Vo Zaborav/U Zaboravu - 2005
- Ova Srce Znae/Tesko srcu pada - 2006
- Bela Pesna/Bjela Pesma (dueto com  Aki Rahimovski) - 2006
- Umiram Bez Tebe/Umirem bez tebe - 2006
- Ti i Ja (dueto com Flamingosi) - 2007
- Mojot Svet - 2007
- Jedan Dan - 2007
- Kad te nema - 2007
- Ptico malečka - 2008